# Perafort
Perafort ou Perafort i Puigdelfí (nome usado pelo ajuntament local) é um município da Espanha, na comarca do Tarragonès, província de Tarragona, comunidade autónoma da Catalunha. Tem 9,62 km² de área e em 2021 tinha 1 275 habitantes (densidade: 132,5 hab./km²). Limita com os municípios de Alcover, El Rourell, Vilallonga del Camp, El Morell, La Pobla de Mafumet, Constantí, La Selva del Camp, Els Garidells, La Secuita e Els Pallaresos.